# Pedro Henrique Silva
Pedro Henrique Silva dos Santos (São Paulo, 5 de febrero de 2006), conocido como Pedrinho, es un futbolista brasileño. Juega de delantero en el Zenit de San Petersburgo de la Liga Premier, máxima categoría del fútbol ruso.

## Trayectoria
A sus 9 años, Pedrinho se incorporó en las categorías infantiles de Sport Club Corinthians Paulista, en principio al equipo de fútbol sala, posteriormente se incorporó a las juveniles de fútbol 11 y realizó su formación.
El 4 de marzo de 2022, firmó con 16 años su primer contrato como profesional en Corinthians hasta 2025, con una cláusula de salida de 50 millones de euros.
Tras regresar del Sudamericano sub-20, competición en la que se consagraría campeón, tuvo más oportunidades con el primer equipo. Debutó como profesional el 4 de marzo de 2023, ingresó al minuto 81 por Yuri Alberto y ganaron 3-1 al Santo André en la jornada 12 del Campeonato Paulista.
El 29 de junio se anunció un acuerdo de fichaje por Zenit de San Petersburgo, a cambio de 9 millones de euros por el 50% de su ficha, se unirá al club ruso en febrero del 2024, al cumplir 18 años.
En la fecha 23 del campeonato local, el 14 de septiembre, convirtió su primer gol oficial pero perdieron 2-1 frente a Fortaleza.
Culminó su primera temporada como profesional con 22 presencias y 1 gol. Llegaron a la semifinal de la Copa de Brasil 2023 y Copa Sudamericana 2023, en la Serie A culminaron en posición 13, por lo que clasificaron a la Sudamericana del año siguiente.
Viajó a Rusia a comienzos de 2024 y comenzó la pretemporada con Zenit. El 21 de enero se jugó el primer partido amistoso del año y marcó un gol, en lo que fue la victoria 5-1 frente a Dinamo Samarcanda.

## Selección nacional
Ha sido parte del proceso juvenil de las selecciones de Brasil sub-17 y sub-20. Incluso fue citado a las categorías infantiles, participó de la sub-11 y sub-13, oportunidad en la que coincidió con Endrick y formaron una amistad desde niños.
En marzo de 2022 fue citado por primera vez a la selección de Brasil, viajó a Francia para jugar el Torneo de Montaigu, competencia internacional sub-16. El 12 de abril debutó con la canarinha, fue titular para enfrentar a México, Pedro anotó un gol y ganaron 4-0. Tras empatar con Países Bajos y vencer a Inglaterra y Argentina, concluyeron el torneo como campeones. Estuvo presente en todos los partidos como titular.
En octubre lo convocaron para jugar 4 partidos internacionales sub-17 para enfrentar en dos oportunidades a Chile y Paraguay, Pedrinho jugó los 4 partidos y convirtió 3 goles, fue capitán en una ocasión.
A pesar de que participó de la preparación para ser parte de la selección sub-17 en 2023, fue convocado por el entrenador Ramon Menezes para jugar el Campeonato Sudamericano Sub-20 de 2023. Pedrinho estuvo presente en 8 partidos, convirtió 2 goles y se coronaron campeones del torneo.
En abril fue convocado para jugar la Copa Mundial Sub-20 pero no fue cedido, en octubre fue convocado para jugar la Copa Mundial Sub-17 pero nuevamente Corinthians no autorizó su participación.
A finales de diciembre de 2024, fue convocado a la selección para jugar el Sudamericano Sub-20 de 2025. Estuvo presente en 9 partidos, fue el capitán del equipo, convirtió 2 goles, brindó 6 asistencias, clasificaron a la Copa Mundial y en la última jornada se coronaron campeones del torneo. Se convirtió en el segundo jugador brasileño de la historia en ser bicampeón Sudamericano Sub-20.

## Estadísticas

### Clubes
Actualizado al último partido citado el 20 de mayo de 2025.
| Club                       | Div.          | Temporada     | Liga  | Liga  | Liga   | Estatal | Estatal | Estatal | Copas nacionales | Copas nacionales | Copas nacionales | Copas internacionales | Copas internacionales | Copas internacionales | Total | Total | Total  |
| Club                       | Div.          | Temporada     | Part. | Goles | Asist. | Part.   | Goles   | Asist.  | Part.            | Goles            | Asist.           | Part.                 | Goles                 | Asist.                | Part. | Goles | Asist. |
| -------------------------- | ------------- | ------------- | ----- | ----- | ------ | ------- | ------- | ------- | ---------------- | ---------------- | ---------------- | --------------------- | --------------------- | --------------------- | ----- | ----- | ------ |
| S. C. Corinthians · Brasil | 1.ª           | 2023          | 15    | 1     | 0      | 2       | 0       | 0       | 1                | 0                | 0                | 4                     | 0                     | 0                     | 22    | 1     | 0      |
| S. C. Corinthians · Brasil | Total club    | Total club    | 15    | 1     | 0      | 2       | 0       | 0       | 1                | 0                | 0                | 4                     | 0                     | 0                     | 22    | 1     | 0      |
| F. K. Zenit · Rusia        | 1.ª           | 2023-24       | 11    | 1     | 0      | —       | —       | —       | 5                | 2                | 0                | —                     | —                     | —                     | 16    | 3     | 0      |
| F. K. Zenit · Rusia        | 1.ª           | 2024-25       | 26    | 5     | 3      | —       | —       | —       | 11               | 0                | 5                | —                     | —                     | —                     | 37    | 5     | 8      |
| F. K. Zenit · Rusia        | 1.ª           | 2025-26       | 0     | 0     | 0      | —       | —       | —       | 0                | 0                | 0                | —                     | —                     | —                     | 0     | 0     | 0      |
| F. K. Zenit · Rusia        | Total club    | Total club    | 37    | 6     | 3      | 0       | 0       | 0       | 16               | 2                | 5                | 0                     | 0                     | 0                     | 53    | 8     | 8      |
| Total carrera              | Total carrera | Total carrera | 52    | 7     | 3      | 2       | 0       | 0       | 17               | 2                | 5                | 4                     | 0                     | 0                     | 75    | 9     | 8      |
| 1. 2. 3.                   |               |               |       |       |        |         |         |         |                  |                  |                  |                       |                       |                       |       |       |        |

### Selección
Actualizado al último partido citado el 16 de febrero de 2025.
| Selección         | Temporada         | Continental | Continental | Continental | Mundial | Mundial | Mundial | Amistosos | Amistosos | Amistosos | Total | Total | Total  |
| Selección         | Temporada         | Part.       | Goles       | Asist.      | Part.   | Goles   | Asist.  | Part.     | Goles     | Asist.    | Part. | Goles | Asist. |
| ----------------- | ----------------- | ----------- | ----------- | ----------- | ------- | ------- | ------- | --------- | --------- | --------- | ----- | ----- | ------ |
| Sub-17 · Brasil   | 2022              | —           | —           | —           | —       | —       | —       | 8         | 4         | 1         | 8     | 4     | 1      |
| Sub-17 · Brasil   | Total sel.        | 0           | 0           | 0           | 0       | 0       | 0       | 8         | 4         | 1         | 8     | 4     | 1      |
| Sub-20 · Brasil   | 2023              | 8           | 2           | 2           | -       | -       | -       | 0         | 0         | 0         | 8     | 2     | 2      |
| Sub-20 · Brasil   | 2024              | —           | —           | —           | —       | —       | —       | 1         | 0         | 0         | 1     | 0     | 0      |
| Sub-20 · Brasil   | 2025              | 9           | 2           | 6           | -       | -       | -       | 0         | 0         | 0         | 9     | 2     | 6      |
| Sub-20 · Brasil   | Total sel.        | 17          | 4           | 8           | 0       | 0       | 0       | 1         | 0         | 0         | 18    | 4     | 8      |
| Total selecciones | Total selecciones | 17          | 4           | 8           | 0       | 0       | 0       | 9         | 4         | 1         | 26    | 8     | 9      |
| 1. 2.             |                   |             |             |             |         |         |         |           |           |           |       |       |        |

## Palmarés

### Títulos internacionales
| Título                         | Equipo              | Sede      | Año  |
| ------------------------------ | ------------------- | --------- | ---- |
| Campeonato Sudamericano Sub-20 | Selección de Brasil | Colombia  | 2023 |
| Campeonato Sudamericano Sub-20 | Selección de Brasil | Venezuela | 2025 |

### Títulos nacionales
| Título                | Equipo                   | País  | Año  |
| --------------------- | ------------------------ | ----- | ---- |
| Liga Premier de Rusia | Zenit de San Petersburgo | Rusia | 2024 |
| Copa de Rusia         | Zenit de San Petersburgo | Rusia | 2024 |
| Supercopa de Rusia    | Zenit de San Petersburgo | Rusia | 2024 |